# Dolmen del Coll de la Farella
El Coll de la Farella o Querroig és un dolmen del neolitic miga que es troba a Portbou (Alt Empordà), inclòs a l'Inventari del Patrimoni Arqueològic i Paleontològic de Catalunya.
És prop del límit dels termes comunal de Cervera de la Marenda, i municipal de Portbou, però per pocs metres és en realitat en el terme alt-empordanès.

## Situació
Està situat nord-oest del de Portbou, a prop a ponent del Coll de la Farella. El dolmen en si és en terme de Portbou, però una part del túmul és en el de Cervera de la Marenda.

## Característiques
És un sepulcre de corredor antic, de cambra trapezoïdal, com set dels dòlmens del vessant nord de l'Albera, que són pràcticament idèntics que els seus veïns de la banda sud: a més del de l'article present, hi ha el del puig de les Saleres o de Sant Pere de Laners (la Clusa, al Vallespir); Coll del Brau (Banyuls de la Marenda), Coma Estapera (Cervera de la Marenda), de la Cova de l'Alarb (Argelers de la Marenda), del Coll de les Portes (Banyuls de la Marenda / Cervera de la Marenda), Cova de l'Alarb del Rimbau (Cotlliure).